# 第16屆金曲獎
第16屆金曲獎由行政院新聞局於2005年主辦，本屆流行音樂專輯獎及新人獎各依演唱語言一分為四，使獎項數增至34項。入圍名單於4月15日在高雄市宣布，本屆金曲獎共有157家有聲出版業者、6,208件報名，其中137件作品入圍。頒獎典禮於5月28日晚間在高雄市立中正文化中心舉行，典禮由東風衛視主持轉播，主題為「Let's Party」。

## 評審團
流行音樂作品類評審22名，音樂錄影帶組9名，傳統暨藝術類5名。總召集人是李岳奇，兼任流行音樂作品類總召集人，音樂錄影帶組總召集人為唐榮村。
評審名單：
- 流行音樂作品：李岳奇、王介安、包勝雄（TuNuBak，魯凱族名）、朱劍輝（日语：ダブルフィッシュ）、任將達、宋修聖、呂南明、何康婷、吳廷宏、周月綺（小百合）、林哲儀、林宗慶、林昶佐、洪文斌、徐崇憲、翁嘉銘、馬世芳、黃連煜、陳弘樹、葉雲平、羅洮鵬。
- 音樂錄影帶組：唐榮村、楊力洲、符昌鋒、廖本榕、盧郁佳、趙皓明、吳榮順、朱家炯、洪萬隆。
- 傳統暨藝術類：吳函峮、彭廣林、晚美蓮、簡文秀、簡上仁。

## 獎項異動
為鼓勵本土音樂創作，行政院新聞局於2004年11月宣布將流行音樂類「最佳流行音樂演唱專輯獎」與「最佳演唱新人獎」依語言類別各自一分為四，並從12月1日到12月31日為止接受報名。流行音樂演唱專輯獎分為「最佳國語流行音樂演唱專輯獎」、「最佳台語流行音樂演唱專輯獎」、「最佳客語流行音樂演唱專輯獎」、「最佳原住民語流行音樂演唱專輯獎」；「最佳演唱新人獎」則分為「最佳國語演唱新人獎」、「最佳台語演唱新人獎」、「最佳客語演唱新人獎」及「最佳原住民語演唱新人獎」。總獎項數由上屆之28項增至34項。

## 入圍暨得獎名單
| 以表示得獎者 |

## 頒獎典禮
頒獎典禮於5月28日晚間在高雄市立中正文化中心舉行，典禮由東風衛視主持轉播，主題為「Let's Party」。星光大道於下午5點率先登場，陳建州、Makiyo 、Johnny和眭澔平聯袂主持。頒獎典禮晚上7點開始，由陶晶瑩、林志玲和侯佩岑同台主持。

### 表演節目
| 表演嘉賓                        | 演出主題         | 演出內容 | 備註                   |
| ------------------------------- | ---------------- | --- | ---------------------- |
| 費翔                            | 歌舞線上         | 〈歌劇魅影〉 〈瑪麗亞〉 費翔〈一夜情〉 | 舞蹈編排張瑋玲         |
| 胡德夫 梁靜茹 梁詠琪            | 民歌迴響曲       | 胡德夫〈匆匆〉 陳明韶〈讓我們看雲去〉 王瑩玲〈愛情〉 潘越雲〈野百合也有春天〉 王海玲〈忘了我是誰〉 蔡琴〈恰似你的溫柔〉                                               |                        |
| 周杰倫 詹宇豪                   | 音樂無界         | 鋼琴演奏 |                        |
| 白冰冰 王識賢                   | 港都戀歌         | 美空雲雀〈長崎蝴蝶姑娘〉 松原伸恵〈女的出船〉 美空雲雀〈關東春雨傘〉 郭金發〈港都好男兒〉 洪一峰〈寶島漫波〉                                                          |                        |
| 林志玲 侯佩岑                   | I'M A STAR       | 美國音樂劇《芝加哥》Roxie〈The Name On Everyone's Lips〉 | 舞蹈編排曾俊文、張瑋玲 |
| 王宏恩 紀曉君 動力火車          | 引言頒獎人萬沙浪 | 張震嶽〈愛的初體驗〉 張惠妹〈牽手〉 沈文程〈心事誰人知〉 紀曉君〈上主垂憐〉 陳建年〈海洋〉 動力火車〈忠孝東路走九遍〉 王宏恩〈我不了解你的明白〉 萬沙浪〈風從哪裡來〉 |                        |
| 伍佰 & China Blue 陳昇 & 恨情歌 | ROCK POWER       | 新寶島康樂隊〈鼓聲若響〉 伍佰 & China Blue〈不滿〉 陳昇〈蘑菇蘑菇〉 伍佰 & China Blue〈愛你一萬年〉                                                                   |                        |

### 頒獎人
- 孫燕姿／李偲菘：最佳作曲人獎、最佳流行音樂作曲人獎、最佳編曲人獎
- 賈永婕／王靜瑩：最佳兒童樂曲專輯獎
- 馬修連恩／賴英里：最佳演奏獎、最佳流行音樂演奏獎
- 王文華／梁詠琪：最佳作詞人獎、流行音樂最佳作詞人獎
- 江蕙／陳昭榮：最佳台語女演唱人、最佳台語男演唱人
- 白冰冰／蔡振南：最佳台語流行音樂演唱專輯獎（首次新增獎項）
- 天心／杜德偉：最佳音樂錄影帶導演獎，最佳跨界音樂專輯獎
- 姚文智（新聞局長）／陳其邁（高雄市長）：最佳原住民語演唱新人獎、最佳客語演唱人獎、最佳客語流行音樂演唱專輯獎（首次新增獎項）
- 張帝／張魁：最佳民族樂曲專輯獎、最佳戲曲曲藝專輯獎
- 黃嘉千／梁靜茹：最佳客語演唱新人獎、最佳國語演唱新人獎
- 萬沙浪：最佳原住民語流行音樂演唱專輯獎（首次新增獎項）
- 戴佩妮／立威廉：傳統暨藝術音樂最佳古典音樂專輯獎、傳統暨藝術音樂最佳演唱獎
- S.H.E：最佳樂團獎
- 小野／吳念真：最佳重唱組合獎、傳統暨藝術音樂最佳專輯製作人獎、流行音樂最佳專輯製作人獎
- 庾澄慶／王力宏：最佳國語女演唱人獎
- 周杰倫／莫文蔚：最佳國語男演唱人獎
- 伍佰／陶晶瑩／林志玲／侯佩岑：最佳國語流行音樂演唱專輯獎

## 其他花絮
- 名主持人張菲於2004年首度發行第一張個人英文專輯，原本打算報名新人獎，但本屆金曲獎將新人獎分為國語、台語、客語和原住民等四種語言，使張菲喪失報名資格[8]。
- 最佳戲曲曲藝專輯獎的得獎者為倪敏然、倪嘉昇父子檔，然而在頒獎前，倪敏然就因憂鬱症自殺身亡，由於倪嘉昇不克參與金曲獎頒獎，新聞局長姚文智提前頒發入圍獎牌給倪嘉昇作為紀念與鼓勵，得獎時主持人與頒獎人在會場上以越洋電話向倪嘉昇道賀[9][10]。
- 表演活動中的民歌表演，安排兩位梁姓女藝人演唱多首民歌，是為了紀念帶動民歌風氣的音樂人梁弘志（-2004年10月30日），表演末以梁弘志著名歌曲「恰似你的溫柔」作結[11]。
- 最佳國語男演唱人獎得獎者為黃立行，但由於來自香港的頒獎者莫文蔚誤將「黃」讀成「王」，造成另一位入圍者王力宏誤以為自己得獎而上台領獎的尷尬場面[12]。

## 外部連結
- 第16屆金曲獎入圍名單 （页面存档备份，存于），文化部影視及流行音樂產業局.2005-04-15
- 第16屆金曲獎得獎名單 （页面存档备份，存于），文化部影視及流行音樂產業局.2006-03-20